# Aliante (singolo)
Aliante è un singolo del cantautore italiano Niccolò Fabi, pubblicato nel 2009 come secondo estratto dall'ottavo album in studio Solo un uomo.

## Tracce
Testi e musiche di Niccolò Fabi e Pino Marino.
1. Aliante (Radio Edit) – 3:58